# Korsischer Schwalbenschwanz

Zwei Ansichten desselben Exemplars

Der Korsische Schwalbenschwanz (Papilio hospiton) ist ein Schmetterling aus der Familie der Ritterfalter (Papilionidae). Er ist endemisch in Korsika und Sardinien.

## Merkmale

### Falter
Die Falter erreichen eine Flügelspannweite von 60 bis 70 Millimetern. Die Vorderflügel sind überwiegend schwarz oder schwarzbraun. Zwischen der Submarginalregion und der Postdiskalregion verläuft vom Vorderrand bis zur Innenseite eine Reihe großer, gelber länglicher Flecken, die zum Außenrand zeigen und die fast zu einer Binde verschmelzen können. Sie werden zur Innenseite hin stetig länger und breiter. Parallel zum Außenrand verläuft eine Reihe von wesentlich kleineren Pfeilflecken. Am Vorderrand befinden sich noch drei längliche, gelbe Flecken. Auch die Hinterflügel haben eine schwarze Grundfärbung. Die Reihe großer gelber Flecken läuft hier in der Diskalregion weiter, allerdings werden die Flecken Richtung Innenrand zunehmend kleiner, und sie verschmelzen zu einer Binde. In der Submarginalregion befindet sich eine Reihe gelber Bogenflecken. Der Bogenfleck in Analwinkel ist orange gefärbt. In der Postdiskalregion und auch auf der Grenze zu der Diskalregion befinden sich eine bogenförmige Reihe blauer Flecken. Der leicht ausgezahnte Außenrand hat einen kurzen Schwanzfortsatz.
Die Unterseite der Vorderflügel weist alle Merkmale der Oberseite auf, allerdings sind sie verstärkt anzutreffen. Die Unterseite der Hinterflügel ist gelb. Alle Adern sowie die Umrandung der Bogenflecken sind schwarz. An den blauen Flecken befinden sich nun auch rote Flecken.
Es gibt im Flügelmuster keine Geschlechtsunterschiede, beide Geschlechter haben die gleichen Flügelzeichnungen und denselben stark behaarten Körper, welcher auf der Oberseite schwarz und auf der Unterseite gelb ist.

### Ei, Raupe und Puppe
Die Raupen sind recht bunt. Die dunkle Oberseite weist eine unterbrochene weiße Rückenlinie auf, die von gelben Bogenflecken begleitet wird. Die Seitenlinien sind ebenfalls weiß, die Unterseite grün. Die Puppe ist grau.

### Ähnliche Arten
Der Korsische Schwalbenschwanz (Papilio hospiton) ist dem in Europa und auch auf den Mittelmeerinseln heimischen Schwalbenschwanz (Papilio machaon) sehr ähnlich. Doch sind beim Korsischen Schwalbenschwanz die dunklen Anteile auf den Vorder- und Hinterflügeln größer, die roten Augenflecken auf den Oberseiten der Hinterflügel deutlich kleiner und die typischen „Schwänzchen“ kürzer als beim Schwalbenschwanz.
Es kommt sogar vor, dass diese beiden Arten sich paaren. Die aus der Kreuzung hervorgegangenen Hybriden sind fruchtbar, zeigen aber in der weiteren Entwicklung Störungen. Während es in der ersten Generation auch zu Rückkreuzungen durch die F1-Hybriden kommen kann – mit Introgression einiger Gene – bricht dann die F2-Generation zusammen und die beiden Arten werden so postzygotisch isoliert.
Geringere Ähnlichkeit hat der Korsische Schwalbenschwanz mit dem in Süd- und Südosteuropa vorkommenden Südlichen Schwalbenschwanz (Papilio alexanor) oder dem Segelfalter (Iphiclides podalirius).

## Geographische Verbreitung und Vorkommen
Papilio hospiton ist ausschließlich auf Korsika und auf Sardinien zu finden. Er ist sowohl in der Ebene als auch im Gebirge anzutreffen, allerdings bevorzugt er die höheren Lagen von 500 bis 1200 m. Die Art bevorzugt offene, grasige und blütenreiche Berghänge und Bergtäler, oft auch Lichtungen oder offene Stellen zwischen Sträuchern.

## Lebensweise
Die Falter fliegen von Mitte März bis Mitte August, meist von Mitte Mai bis Ende Juli in mehreren Generationen. Die Falter zeigen häufig ein „hilltopping“ (Gipfelbalz). Dagegen wurde „hilltopping“ bei Weibchen bisher nicht beobachtet. Die Eiablage erfolgt einzeln an der Blattspitze von Pflanzen, die im Schatten stehen, oder an die unteren beschatteten Blätter von Pflanzen, die in der Sonne stehen. Die Raupennahrungspflanzen sind auf Korsika Riesenfenchel (Ferula communis), Ruta corsica und Peucedanum paniculatum, auf Sardinien Riesenfenchel (Ferula communis). Unter Zuchtbedingungen fressen die Raupen auch Weinraute (Ruta graveolens) und die nicht-heimische, aber verwandte Skimmia japonica. Die Puppe überwintert.

## Parasiten
Die Raupen des Korsischen Schwalbenschwanzes (und auch des Schwalbenschwanzes (Papilio machaon)) werden oft von der Schlupfwespe Trogus violaceus befallen. Sie überwintert als Puppe in der Puppenhülle von Schwalbenschwanz und Korsischem Schwalbenschwanz. Sie schlüpft erst im Herbst und legt dann die Eier in die Raupen ihrer Wirte.

## Gefährdung
Auf der Roten Liste gefährdeter Arten gilt Papilio hospiton als stark bedroht. Gründe dafür sind Bauten von Gebäuden, Zerstörung der Weidenländer, Brände und Industrieansiedlungen. In der Washingtoner Artenschutz-Übereinkommen (CITES) ist die Art in Anhang I geführt und streng geschützt, wie auch in der EU-Verordnung zur Handelsregelung mit wildlebenden Tier- und Pflanzenarten. In Frankreich und in den Niederlanden ist der Handel mit Papilio hospiton per Gesetzesbeschluss verboten. Dagegen sehen Tolman & Lewington keinerlei Gefährdung.